# SKO De Dijken
Stichting Katholiek Onderwijs De Dijken was een Nederlandse stichting die negen rooms-katholieke basisscholen beheerde in de gemeenten Enkhuizen en Medemblik. De stichting is in 1998 ontstaan uit een fusie van zes lokale stichtingen voor katholiek basisonderwijs. De stichting is in 2014 weer met SKO De Gouw gefuseerd tot SKO West-Friesland.
De basisscholen onder beheer van de stichting hadden in totaal ruim 2000 leerlingen:
- Jozefschool (Medemblik)
- Maria-Bernadetteschool (Medemblik)
- Gerardus Majellaschool (Onderdijk)
- De Schelp (Wervershoof)
- Werenfridusschool (Wervershoof)
- St. Jozefschool (Zwaagdijk-Oost)
- De Bangert (Andijk)
- Pancratiusschool (Enkhuizen)
- De Hoeksteen (Enkhuizen)

Zoals gebruikelijk in het bijzonder onderwijs in Nederland, waren alle personeelsleden van de scholen, ruim 150, in dienst bij de Stichting. Het "bovenschoolse management" van de stichting was gevestigd in Wervershoof.